# مطار أليكانتي
مطار أليكانتي (بالإسبانية: Aeropuerto de Alicante-Elche Miguel Hernández)(إياتا: ALC، إيكاو: LEAL) هو مطار دولي ويُعتبر خامس أكبر مطار في إسبانيا من حيث عدد المسافرين، وهو يخدم مدن أليكانتي، إلش، بنيدورم، مرسية، والبسيط، إفتتح المطار في عام 1967.
.

## شركات الطيران والوجهات
| شركـات طيـران                   | الوجهات |
| ------------------------------- | --- |
| أير لينغس                       | موسمي: مطار دبلن الدولي |
| طيران البلطيق                   | موسمي: مطار ريغا الدولي (تبدأ في 27 فبراير 2024) |
| طيران أوروبا                    | مطار مدريد باراخاس الدولي، مطار ميورقة موسمي: مطار تينيريفي الشمالي |
| الخطوط الجوية البريطانية        | مطار غاتويك موسمي: Southampton |
| خطوط بروكسل الجوية              | مطار بروكسل الدولي |
| كوندور للطيران                  | موسمي: مطار دوسلدورف الدولي، مطار فرانكفورت، |
| إيزي جيت                        | مطار سخيبول أمستردام، مطار بازل - ميلوز - فريبورغ الأوروبي، مطار بلفاست الدولي، مطار بريستول، مطار إدنبرة، مطار جنيف الدولي، مطار غلاسكو الدولي، مطار ليفربول، مطار غاتويك، مطار لندن لوتن، مطار مانشستر |
| يورو وينجز                      | مطار برلين براندنبرغ، مطار دوسلدورف الدولي موسمي: مطار كولونيا بون الدولي، مطار دورتموند، مطار هامبورغ، مطار فاكلاف هافيل الدولي، مطار شتوتغارت الدولي |
| فين إير                         | مطار هلسنكي فانتا |
| Helvetic Airways                | موسمي: Bern |
| أيبيريا (شركة طيران)            | مطار إيبيزا، مطار مدريد باراخاس الدولي موسمي: مطار غران كناريا، مطار ميورقة (تستأنف 22 يوليو 2023)، مطار الناظور العروي، مطار تينيريفي الشمالي، Vigo |
| طيران آيسلندا                   | مطار كيفلافيك الدولي |
| جيت تو دوت كوم                  | مطار بلفاست الدولي، مطار برمينغهام، مطار بريستول، East Midlands ‏، مطار إدنبرة، مطار غلاسكو الدولي، Leeds/Bradford، مطار ليفربول (تبدأ في 30 مارس 2024)، مطار لندن ستانستد، مطار مانشستر، مطار نيوكاسل |
| الخطوط الجوية الملكية الهولندية | مطار سخيبول أمستردام |
| لوفتهانزا                       | مطار فرانكفورت، مطار ميونخ الدولي |
| آير شاتل النرويجية              | Ålesund، Bergen، مطار كوبنهاغن، Gothenburg، Haugesund، مطار هلسنكي فانتا، Oslo، Sandefjord، Stavanger، مطار ستوكهولم أرلاندا، Trondheim موسمي: Aalborg، Stockholm–Skavsta |
| بلاي (شركة طيران)               | مطار كيفلافيك الدولي |
| رايان إير                       | مطار أبردين، مطار بوفيه - تيه، مطار بلفاست الدولي، مطار أوريو أل سيريو، Billund، مطار برمينغهام، Bournemouth، مطار بريمن، مطار بريستول، مطار بروكسل شارلروا الجنوب، مطار كولونيا بون الدولي، مطار كوبنهاغن، Cork، مطار دبلن الدولي، East Midlands ‏، مطار إدنبرة، مطار آيندهوفن، مطار إكستر، مطار فاس سايس الدولي، مطار غدانسك ليخ فاونسا، مطار غلاسكو الدولي، Glasgow–Prestwick، Gothenburg، مطار هامبورغ، مطار فرانكفورت هان، مطار هلسنكي فانتا، مطار إيبيزا، مطار كارلسروه/بادن-بادن، مطار كاوناس، مطار كلاغنفورت، مطار كراكوف، Lanzarote، Leeds/Bradford، مطار لشبونة، مطار ليفربول، Łódź، مطار غاتويك، مطار لندن لوتن، مطار لندن ستانستد، مطار ماستريخت آخن، مطار مانشستر، مطار مراكش المنارة الدولي، مطار مارسيليا، مطار ميمينجين، مطار مالبينسا، مطار نيوكاسل، Newquay، مطار نورمبرغ، مطار ميورقة، مطار بورتو الدولي، Poznań، Sandefjord، مطار سانتاندير، Santiago de Compostela ‏، مطار إشبيلية، Shannon، مطار ستوكهولم أرلاندا، Teesside، مطار تينيريفي الشمالي، مطار تطوان سانية الرمل، مطار تولوز بلانياك، مطار تريفيزو، مطار فيينا الدولي، Vitoria، مطار وارسو فريدريك شوبان، مطار وارسو مودلين، مطار ويزي، مطار فروتسواف موسمي: مطار باري كارل فويتيالا ‏، مطار برلين براندنبرغ، مطار بولونيا، مطار بوردو ميرينياك، Kerry، Knock، Menorca، Paderborn/Lippstadt، Pardubice، مطار ليوناردو دا فينشي، Stockholm–Västerås، مطار تورينو، Växjö |
| الخطوط الجوية الإسكندنافية      | مطار كوبنهاغن، Gothenburg، Oslo، مطار ستوكهولم أرلاندا موسمي: Bergen، Kristiansand، مطار ستافانغر الدولي، مطار تروندهايم، فارنيس |
| الخطوط الجوية الدولية السويسرية | مطار زيورخ الدولي موسمي: مطار جنيف الدولي |
| تاب برتغال                      | مطار لشبونة |
| ترانسافيا                       | مطار سخيبول أمستردام، مطار بروكسل الدولي، مطار آيندهوفن، مطار روتردام لاهاي، مطار باريس أورلي |
| توي للطيران                     | مطار برمينغهام، مطار كارديف الدولي، East Midlands ‏، مطار غلاسكو الدولي، مطار مانشستر، مطار نيوكاسل موسمي: مطار غاتويك |
| توي فلاي بلجيكا                 | مطار أنتويرب، مطار بروكسل الدولي، مطار لييج، Ostend/Bruges |
| فولوتيا                         | Asturias، مطار بلباو موسمي: مطار لوكسمبورغ، مطار ليون سانت إكسوبيري، مطار نانت |
| خطوط فيولينغ الجوية             | مطار سخيبول أمستردام، Asturias، مطار برشلونة الدولي، مطار بلباو، مطار بروكسل الدولي، مطار كارديف الدولي، مطار كوبنهاغن، مطار غران كناريا، Lanzarote، مطار ميورقة، مطار باريس شارل ديغول، مطار ليوناردو دا فينشي، Santiago de Compostela ‏، مطار تينيريفي الشمالي، مطار زيورخ الدولي موسمي: مطار غاتويك، مطار إيبيزا، Menorca |
| Wideroe                         | Bergen |
| ويز للطيران                     | مطار هنري كواندا الدولي، مطار بودابست فرانز ليست الدولي، مطار كلوج نابوكا الدولي، مطار غدانسك ليخ فاونسا (تبدأ في 30 أكتوبر 2023)، مطار كاتوفيتشي (تبدأ في 31 أكتوبر 2023)، مطار صوفيا، مطار وارسو فريدريك شوبان |

## الإحصائيات
| السنة        | عدد الركاب | عدد الطائرات | الشحن (طن) |
| ------------ | ---------- | ------------ | ---------- |
| 2000         | 6,038,266  | 56,427       | 7,745      |
| 2001         | 6,542,121  | 56,550       | 7,923      |
| 2002         | 7,010,322  | 59,268       | 6,548      |
| 2003         | 8,195,454  | 66,571       | 5,848      |
| 2004         | 8,571,144  | 71,387       | 6,036      |
| 2005         | 8,795,705  | 76,109       | 5,193      |
| 2006         | 8,893,720  | 76,813       | 4,931      |
| 2007         | 9,120,631  | 79,756       | 4,533      |
| 2008         | 9,578,304  | 81,097       | 5,982      |
| 2009         | 9,139,607  | 74,281       | 3,199      |
| 2010         | 9,382,935  | 74,474       | 3,112      |
| 2011         | 9,913,764  | 75,572       | 3,011      |
| 2012         | 8,855,764  | 62,468       | 2,527      |
| 2013         | 9,638,835  | 68,305       | 2,589      |
| 2014         | 10,066,067 | 71,571       | 2,637      |
| 2015         | 10,575,288 | 74,086       | 3,587      |
| 2016         | 12,344,945 | 87,113       | 5,461      |
| 2017         | 13,706,513 | 89,527       | 5,040      |
| 2018         | 13,981,320 | 96,734       | 4,013      |
| 2019         | 15,047,840 | 101,408      | 4,032      |
| 2020         | 3,739,499  | 37,153       | 3,519      |
| 2021         | 5,841,181  | 51,505       | 3,984      |
| 2022         | 13,202,880 | 90,109       | 4,641      |
| Source: إنير |            |              |            |